# Кардл, Мэтт
Мэтью Шеридан Кардл (англ. Matthew Sheridan Cardle) (родился 15 апреля 1983 г.) — английский певец и автор песен. Кардл родился в Саутгемптоне и вырос в Холстеде, Эссекс. Кардл занимается музыкой с раннего подросткового возраста и был участником двух разных групп; Дарвин и семь летних месяцев. Кардл прославился после победы в седьмой серии «The X Factor» и получил контракт на запись в 1 миллион фунтов стерлингов с Syco Music, а затем подписал контракт с «Columbia Records».
После победы Кардла на The X Factor были выпущены сингл победителя и его дебютный сингл «When We Collide». Трек был доступен для покупки 12 декабря 2010 года, вскоре после окончания шоу. 19 декабря 2010 года трек дебютировал под номером один в «UK Singles Chart», а также в «Irish Singles Chart». Трек также стал вторым по размеру продаж синглом 2010 года — за две недели было продано 815 000 копий. В июне 2012 года было продано 1 миллион копий, четвертый сингл участника X Factor, который сделал это.
«Run for Your Life» был последующим синглом, выпущенным Cardle, который л 6-е место в «UK Singles Chart». Кардл выпустил свой дебютный альбом Letters в 2011 году, который дебютировал под номером два в UK Albums Chart и Irish Albums Chart. На альбоме были выпущены еще два сингла: «Starlight» и «Amazing». Затем Кардл расстался с звукозаписывающими лейблами Syco Music и Columbia Records и подписал контракт на запись с So What Recordings в начале 2012 года. Он выпустил свой второй студийный альбом, The Fire, который занял восьмую строчку в чарте альбомов Великобритании. В октябре 2013 года Кардл выпустил свой третий альбом, Porcelain, совместно с Absolute Marketing в качестве независимого релиза. Он достиг 11-го места в UK Albums Chart. Главный сингл «Loving You», выпущенный дуэтом с Мелани Си, вышел 18 августа и достиг 14-го места в британском чарте синглов.
Кардл — гитарист, часто играет в гастролях и других выступлениях. Он также играет на других инструментах, включая барабаны и фортепиано. Он посетил Соединенное Королевство и Ирландию в рамках своего Letters Tour в 2012 году, Unplugged Tour в 2013 году, Porcelain Tour в 2014 году и Intimate and Live Tour в 2016 году. Объем продаж альбома и сингла Кардла превысил 2 миллиона.